# Décès en 1439
Décès
- 1435
- 1436
- 1437
- 1438
- 1439
- 1440
- 1441
- 1442
- 1443

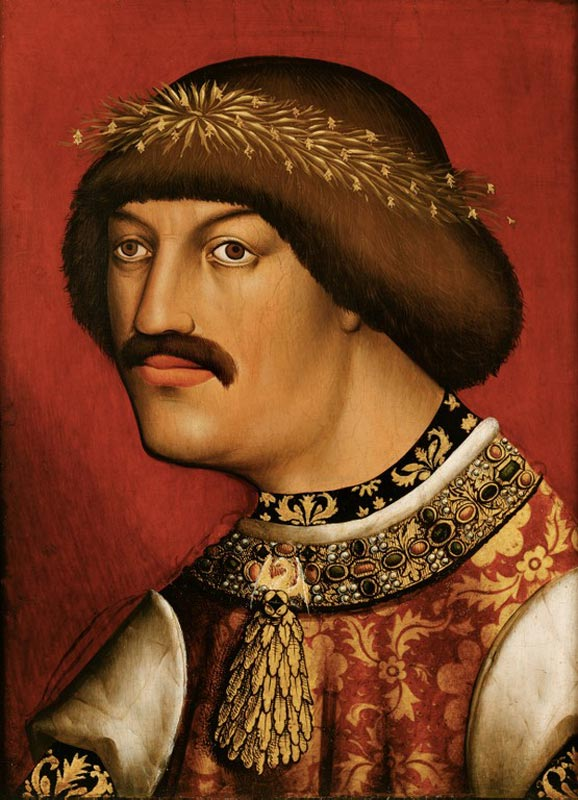
Albert de Habsbourg, mort en 1439.

Cette page dresse une liste de personnalités mortes au cours de l'année 1439  :
- 15 janvier : Hardouin de Bueil, évêque d'Angers.
- 4 février : Antonio Casini, cardinal italien.
- 1er mars : Catherine de Lorraine, épouse du margrave Jacques Ier de Bade.
- 20 mars : Jean de Grave, ou Jean de Lens, évêque de Cambrai.
- 12 avril : Jean Ier de Żagań, duc de Żagań-Głogów.
- 30 avril[1] : Richard de Beauchamp, 13e comte de Warwick, militaire anglais.
- 10 mai : György Pálóczi,  archevêque d'Esztergom et prince-primat du royaume de Hongrie.
- 24 juin : Frédéric IV d'Autriche, duc d'Autriche antérieure et comte de Tyrol.
- 26 juin : Archibald Douglas, 5e comte de Douglas, titré en France  comte de Longueville, duc et pair titulaire de Touraine. Il est également Gardien de l'Écosse.
- 10 juillet : Ludovico Pontano, jurisconsulte italien, auteur de plusieurs traités en latin sous le nom de Pontanus.
- 27 août : John Grey, noble et soldat anglais, chevalier de la Jarretière.
- 5 septembre : Jean Ier d'Opole, duc d'Opole.
- 10 septembre : Conrad V d'Oleśnica, duc d'Oleśnica, Koźle, de la moitié de  Bytom et de la moitié de Ścinawa de  1412 à 1427 conjointement avec ses frères  et corégents.
- 12 septembre : Sidi El Houari Imam et m'arabou de la ville d'Oran (Algérie).
- 8 octobre: Claus de Werve, sculpteur d'origine hollandaise entré au service des ducs de Bourgogne.
- 12 octobre : Anglesia Visconti, reine de Chypre.
- 21 octobre : Ambrogio Traversari, moine italien, prieur général de l'ordre camaldule à partir de 1431, théologien, hagiographe, et aussi traducteur de nombreux textes du grec au latin.
- 27 octobre : Albert de Habsbourg, roi de Germanie, duc d'Autriche, roi de Bohême et roi de Hongrie, mort lors d’une expédition contre les Turcs en Serbie.
- 29 octobre : Antoine de Vergy, comte de Dammartin, chevalier, conseiller et chambellan du roi, maréchal de France.
- 4 novembre : Raban de Helmstatt, évêque de Spire, archevêque de Trèves et prince-électeur du Saint-Empire romain germanique.
- 4 décembre : Giorgio Corner, condottiere italien.
- 9 décembre : Jean Tudert, évêque de Châlons.

- Joseph II de Constantinople, patriarche de Constantinople.
- Guillaume II de Diest,  évêque de Strasbourg.
- Philibert de Montjeu, évêque de Coutances.
- Pierre de Rieux, seigneur de Rochefort, d'Assérac, de Derval, gouverneur de Saint-Malo et maréchal de France.
- Constantin VI de Vakha, Catholicos de l'Église apostolique arménienne.
- Olivuccio di Ciccarello, peintre italien.
- Shō Hashi, premier souverain du royaume de Ryūkyū (actuelle préfecture d'Okinawa), au Japon.
- Sidi El Houari, ou Mohammed Ben-Omar El houari, saint musulman.
- Ashikaga Mochiuji, quatrième Kantō kubō de Kamakura-fu durant l'époque Sengoku.
- Mohnyin Thado, huitième souverain du royaume d'Ava.
- Willem van Wachtendonk, seigneur de Wachtendonk.
- Zhu Youdun, dramaturge et poète chinois.

date incertaine (vers 1439)
- Astruc de Sestier, médecin juif d’Aix-en-Provence, révélé comme le meilleur bibliophile de son temps[2].

## Crédit d'auteurs
- Cet article est partiellement ou en totalité issu de l'article intitulé « 1439 » (voir la liste des auteurs).